# 乔瑟琳·布洛赫
乔瑟琳·布洛赫（英語：Jocelyne Bloch）是在洛桑大學醫院的神經外科醫生，她在1994年12月畢業於洛桑大學，於2002年拿到神經外科學位。乔瑟琳·布洛赫是深腦刺激與大腦動作障礙疾病的專家。她目前正在與洛桑联邦理工学院)合作，領導一個有關於脊髓刺激科技的治療潛能的臨床研究，在沒有大腦移植的情況下，在受到部分脊髓傷害而影響下肢後改善行走。